# Prince Hall-vrijmetselarij

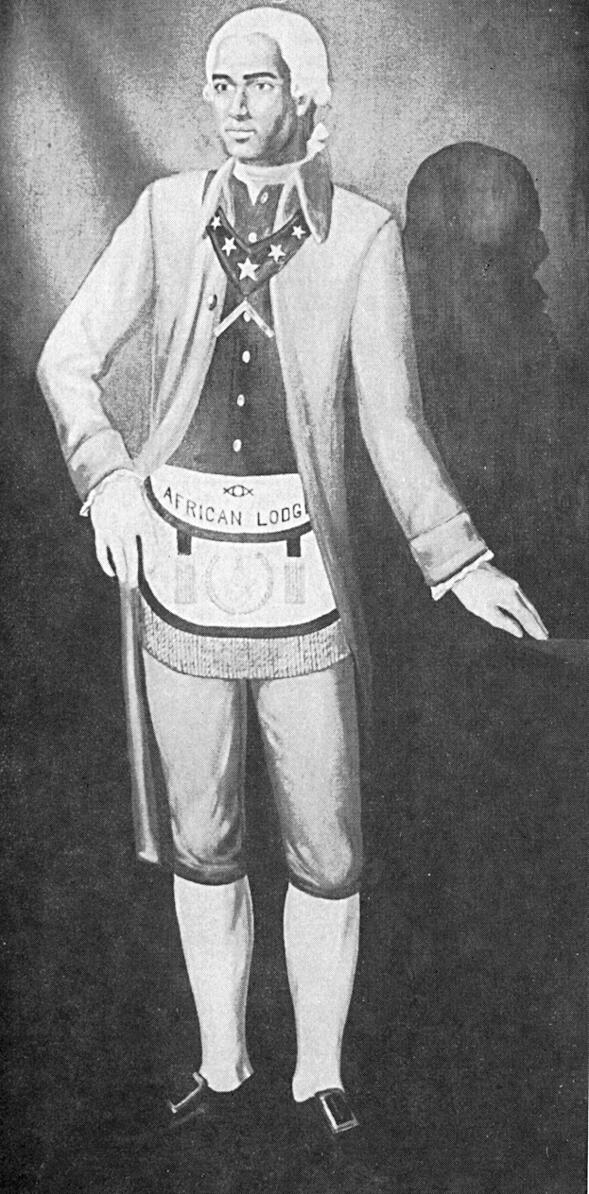
Portret van Prince Hall (ca.1735-1807), met schootsvel van een Afrikaanse loge.

De Prince Hall Freemasonry ofwel Prince Hall-vrijmetselarij is een overwegend reguliere vorm van vrijmetselarij, die ontstaan is in de Verenigde Staten naar aanleiding van de historische apartheid tussen blanken en zwarten die aldaar bestond.
Op 6 maart 1775 werd de Amerikaan van Afrikaanse afkomst Prince Hall verheven tot meester in een Amerikaanse militaire loge onder constitutie van de Grand Lodge of Ireland. Enkele jaren later kregen ze de erkenning om als gewone loge onder de historische voorganger van de United Grand Lodge of England te werken.
Na de fusie tussen de Ancients en de Moderns, die leidde tot het ontstaan van de U.G.L.E. in 1813, werd de erkenning ingetrokken. Hieruit is een traditie ontstaan van afgescheiden en onafhankelijke loges die bijna uitsluitend rekruteren uit Amerikanen van Afrikaanse oorsprong. Lidmaatschap in de reguliere grootloges was na dit moment niet meer mogelijk.
De Prince Hall-vrijmetselarij verenigt vrijmetselaarsloges, voornamelijk in de Verenigde Staten, maar ook daarbuiten, in grootloges per Amerikaanse staat. Een groot deel van deze obediënties heeft ondertussen opnieuw erkenning door de United Grand Lodge of England en andere Amerikaanse reguliere grootloges. Enkel in de staten die voorheen tot de Geconfedereerde Staten van Amerika behoorden, ligt een erkenning nog moeilijk.
Anno 2025 telt de Prince Hall-vrijmetselarij wereldwijd naar schatting 500.000 leden in meer dan 5000 loges. In Nederland heeft de Prince Hall Grand Lodge of Massachusets een loge in Amersfoort, lodge nr. 26, 'Blazing Star Lodge'. In het verleden had de Prince Hall Grand Lodge of Maryland ook een loge in Brunssum, lodge nr. 127 'Manos Santos' maar deze heeft de lichten gedoofd.
Op Sint Maarten heeft de Prince Hall Grand Lodge of the Carribean een loge gevestigd, lodge no. 3 'Adrian C. Richardson'.